# 제임스 엘리엇
필립 제임스 엘리엇(Philip James Elliot, 1927년 10월 8일 ~ 1956년 1월 8일)는 미국의 침례교회 선교사이다. 플리머스 형제단(Plymouth Brethren) 및 세계 성서번역 선교회(WBT)선교사이며, 에콰도르 원주민 선교시작시에 순교하였다.

## 생애
제임스 엘리엇은 1927년 10월 8일 미국 오리건주 포틀랜드에서 스코틀랜드에서 이주한 아버지 프레드(Fred)와 스위스 출신의 어머니 클라라(Clara) 사이에서 셋째 아들로 태어났다.
기독교 신앙심이 깊은 부모 밑에서 자란 제임스는 1945년 가을 일리노이주서부 시카고에 위치한 복음주의 기독교(evangelical christian) 학교인 휘튼 대학교(Wheaton College)에 진학하여 대학교를 다니는 동안 선교를 위해서 생애를 바치기로 작정했다.
학교를 졸업한 후 SIL 교육기간을 거쳐 1952년 봄 에콰도르에 도착한 제임스는 와오라니 (waorani) 부족에게 복음을 전하기 위하여 현지에서 언어와 풍습을 익히며 함께 선교활동을 할 친구들을 모았다.
몇 달 전부터 비행기를 이용하여 선교방송과 함께 선물꾸러미를 투하하 접촉을 준비한 제임스와 일행 4명(네이트 세인트,피트 플레밍,로저 유드리언,에드 맥컬리)은 1956년 1월 8일 와오라니 (waorani) 부족민들과 직접 접촉하려고 했으나, 백인에 대해 적대적인 원주민들의 창 공격을 받아 전원 사망했다.
제임스의 아내 엘리자베스(Elisabeth)는 남편이 순교한 지 2년이 지난 1958년 가을에 그녀 역시 목숨을 걸고 남편이 이루지 못한, 그리스도의 복음을 전하기 위해서 어린 딸 밸러리(Valerie)와 함께 아우카 부족을 찾아갔다. 엘리자베스가 만나 본 아우카 부족은 남자 어른이 8명에 불과한 56명의 작은 부족이었다.
엘리자베스는 그들에게 예수의 복음을 전하고 미국으로 돌아 온 후 1961년 《The Savage, My Kinsman》이란 책을 펴냈다.

## 저서
《전능자의 그늘》(Shadow of the Almighty)/엘리자베스 엘리엇 저/윤종석 옮김/복있는 사람